# Liste der Erzbischöfe von Glasgow
Die folgenden Personen waren Bischöfe und Erzbischöfe von Glasgow (Schottland):

## Bischöfe von Glasgow
- 540–560 St. Mungo
- Magsuen (1055 × 1060)
- Johann I. Scotus (1055 × 1060–1066) (auch Bischof von Mecklenburg)
- Michael (1109 × 1114)
- John (1114 × 1118–1147)
- Herbert (1147–1164)
- Ingram (1164–1174)
- Jocelin (1175–1199)
- Hugh of Roxburgh (1199)
- William Malveisin (1200–1202) (danach Bischof von St. Andrews)
- Florens von Holland (1202–1207) (Elekt)
- Walter (1207–1232)
- William of Bondington (1233–1258)
- Nicholas Moffat (1259) (Elekt)
- John Cheam (1259–1268)
- Nicholas Moffat (1268–1270) (Elekt)
- William Wishart (1270–1271) (Elekt, danach Bischof von St. Andrews)
- Robert Wishart (1271–1316)
- Stephen von Donydouer (1317) (Elekt)
- John Eaglescliff (1318–1323) (danach Bischof von Connor)
- John Lindsay (1323–1335)
- John Wishart (1336–1337)
- Wiliam Rae (1338–1367)
- Walter Wardlaw (1367–1387)
- Matthias de Glendinning (1387–1408)
- William Lauder (1408–1425)
- John Cameron (1426–1446)
- James Bruce (1447)
- William Turnbull (1447–1454)
- Andrew Muirhead (de Durisdeer) (1455–1473)
- John Laing (1475–1483)
- George de Carmichel (1483) (Elekt)
- Robert Blackadder (1483–1492)

## Erzbischöfe von Glasgow
- Robert Blackadder (1492–1508)
- James Beaton I. (1509–1522)
- Gavin Dunbar (1524–1547)
  - James Hamilton (1547–1548)
  - Donald Campbell (1548)
- Alexander Gordon (1550–1551)
- James Beaton II. (1552–1570) (letzter römisch-katholischer Bischof)
- John Porterfield (1571–1573)
- James Boyd (1573–1581)
- Robert Montgomery (1581–1585)
- William Erskine (1585–1587)
- James Beaton II. (1587–1603)
- John Spottiswoode (1610–1615)
- James Law (1615–1633)
- Patrick Lindsay (1633–1638)
- 1638–1661 Erzbistum abgeschafft
- Andrew Fairfoul (1661–1664)
- Alexander Burnet (1664–1669)
- Robert Leighton (1671–1674)
- Alexander Burnet (1674–1679)
- Arthur Rose (1679–1684)
- Alexander Cairncross (1684–1687)
- John Paterson (1687–1689)

## Apostolische Vikare des Western District
- 13. Februar 1827 bis 20. September 1832 Ranald MacDonald, Titularbischof von Arindela
- 20. September 1832 bis 15. Oktober 1845 Andrew Scott (seit 1827 als Koadjutor) Titularbischof von Erythrae
- 15. Oktober 1845 bis 15. Dezember 1865 John Murdoch (seit 1833 als Koadjutor)
  - 1847–1861 Alexander Smith (als Koadjutor)
- 15. Dezember 1865 bis 4. März 1869 John Gray (seit 1862 als Koadjutor)
  - 1866–1869 James Lynch (als Koadjutor)
- 16. April 1869 bis 15. März 1878 Charles Petre Eyre (als Apostolischer Administrator)

## Erzbischöfe von Glasgow
- 15. März 1878 bis 27. März 1902 Charles Petre Eyre
- 4. August 1902 bis 14. Oktober 1920 John Maguire
  - 1912–1919 Donald Aloysius Mackintosh (als Koadjutor)
- 24. Februar 1922 bis 8. Dezember 1943 Donald Mackintosh
- 6. Januar 1945 bis 25. Mai 1947 Donald Alphonsus Campbell

## Metropolitanerzbischöfe von Glasgow
- 25. Mai 1947 bis 22. Juli 1963 Donald Alphonsus Campbell
- 29. Januar 1964 bis 23. April 1974 James Donald Scanlan
- 23. April 1974 bis 17. Juni 2001 Thomas Kardinal Winning
- 15. Januar 2002 bis 24. Juli 2012 Mario Joseph Conti
- 24. Juli 2012 bis 13. Januar 2021 Philip Tartaglia
- seit 4. Februar 2022 William Nolan